# Herre, du vandrar försoningens väg
Herre, du vandrar försoningens väg är en psalm med text och musik skriven 1972 av prästen och tonsättaren Tore Littmarck som var verksam inom KFUM. Psalmens första vers bygger på Johannesevangeliet 19:17, andra på Matteusevangeliet 20:28 och Lukasevangeliet 7:47, tredje på Galaterbrevet 3:28 och fjärde på Johannesevangeliet 14:6. Samtliga vers bygger även på Psaltaren 86:11.

## Publicerad i
- Psalmer i 90-talet som nummer 878 under rubriken "Gemenskapen med Gud och Kristus: Försoning".[1]
- Verbums psalmbokstillägg 2003 som nummer 738 under rubriken "Fastan".[1]
- Den finlandssvenska psalmboken som nummer 433 under rubriken "Kallelse och efterföljd"

### Norge
- Norsk salmebok 2013 som nummer 737.[1]

### Danmark
- Den danske salmebog som nummer 613.[1]